# Pane, amore e Andalusia
Pane, amore e Andalusia (Pan, amor y... Andalucía) è un film del 1958 diretto da Javier Setó sotto la supervisione di Vittorio De Sica che, oltre a esserne l'interprete principale, produsse il film insieme allo spagnolo Benito Perojo.
È l'ultimo episodio della tetralogia Pane, amore e…. I primi sono Pane, amore e fantasia, Pane, amore e gelosia e Pane, amore e….
Nel film, Carmen Sevilla balla scalza la Tarantella di Gioachino Rossini.

## Trama
Antonio Carotenuto, comandante della polizia municipale di Sorrento, è anche il direttore della banda cittadina. Nonostante Donna Violante stia preparando le nozze, Antonio partecipa con l'intera banda a un festival internazionale a Siviglia. Peppino, membro della banda, viene incaricato da don Matteo di controllare suo fratello Antonio in modo che non si metta nei guai con qualche altra donna. Vittima delle attenzioni di Antonio è Carmen, una cantante e ballerina di copla andalusa, che gli ricorda un amore di gioventù. La ragazza però ha un innamorato, Paco, un giovane universitario, figlio dell'organizzatore del festival che non vede di buon occhio un'artista come nuora. Il comandante avrà modo anche di trovare una fidanzata chiamata Dolores nonostante sia già promesso a Violante, ma per evitare di sposarla finge di essersi fatto frate. Dolores scopre il tranello in quanto dimentica al convento il proprio ventaglio e, non trovando più Antonio, decide di recarsi a Sorrento dove, ad aspettare l'uomo, c'è anche Violante. Per evitare di sposare o Violante o Dolores, Antonio decide di non scendere dal traghetto e di prendere il largo per girare il mondo.

## Produzione
Il film, una co-produzione italo-spagnola, fu prodotto da Producciones Benito Perojo, Produzione Films Vittorio De Sica e Trevi Cinematografica.

### Luoghi delle riprese
La banda municipale di Sorrento, in trasferta in Spagna, effettua le prove nella plaza de toros di Siviglia, mentre la manifestazione è ambientata nella famosa Plaza de España.

## Distribuzione
Distribuito in Italia dalla Titanus, uscì nelle sale cinematografiche il 4 dicembre 1958. In Spagna venne presentato in prima a Madrid il 29 marzo 1959.